# Marcelinho Carioca
Marcelinho Carioca (Rio de Janeiro, 1 februari 1971) is een voormalig Braziliaanse voetballer. Geen enkele speler won meer trofeeën met Corinthians dan Marcelinho, namelijk acht.

## Biografie
Hij begon zijn carrière bij Flamengo, waarmee hij de Copa do Brasil, Campeonato Carioca en de landstitel won. In 1994 stapte hij over naar Corinthians en speelde er zes jaar voor, met een klein intermezzo bij Valencia in 1997. Hij won vier keer het Campeonato Paulista, de Copa do Brasil, twee keer de landstitel en in 2000 ook het WK voor clubs. In 2003 won hij met Vasco da Gama ook het Campeonato Carioca.
Marcelinho Carioca debuteerde in 1998 in het Braziliaans nationaal elftal en speelde 3 interlands, waarin hij 2 keer scoorde.